# Saw (curta-metragem)
Saw (Brasil: Jogos Mortais / Portugal: Saw — Enigma Mortal) é um curta-metragem de 9 minutos e meio escrito e produzido por James Wan e Leigh Whannell. Este curta, mais tarde, foi introduzido como uma cena do longa-metragem Saw, com Shawnee Smith, que interpreta Amanda, em vez de David. Ele pode ser visto no segundo disco do DVD oficial do longa-metragem lançado.

## Enredo
O filme começa com um homem jovem chamado David num quarto de interrogação com um policial insensível, que não tem o nome revelado. David está algemado, e há sangue na sua cara e camisa. Fumando um cigarro, David explica ao oficial que depois de terminar o seu trabalho no hospital, ele foi atacado e ficou inconsciente, acordando mais tarde num quarto grande.
Dentro do quarto, David está amarrado a uma cadeira com uma grande máquina de metal enferrujado sobre a sua cabeça. À sua esquerda está uma pequena televisão que começa a apresentar um vídeo. O vídeo mostra o boneco Billy que lhe fala que a máquina na sua cabeça é um armadilha de animais invertida, que irá abrir-lhe as mandíbulas com grande força e desfazer-lhe a face, se ele não destrancar a armadilha a tempo. O boneco então diz a David que há uma chave para destrancar a armadilha que está no estômago do seu companheiro de cela morto no chão.
David pode quebrar os fios atados a ele, mas se fizer isso um cronômetro na parte de trás da armadilha é ativado. No quarto, ele acha o corpo mencionado, mas também descobre que o homem ainda está vivo e paralisado. David, apavorado, abre o estômago do homem de qualquer maneira. Depois de achar a chave, David desbloqueia a armadilha e atira-a ao chão, que abre-se com a queda, escapando da armadilha mortal.
David começa a gritar e lamentar aterrorizado. À entrada para o quarto, Billy surge num triciclo. Ele felicita David por sobreviver, e que agora ele provou não ser mais um ingrato por estar vivo.

## Produção e legado
Antes de 2003, colegas James Wan e Leigh Whannell começaram a escrever um roteiro baseado em um filme de terror, citando inspiração de seus sonhos e medos. Ao completar o roteiro, Leigh e James queriam selecionar um trecho de seu roteiro, mais tarde conhecido como Saw, e filmá-lo para lançar seu filme para estúdios. Com a ajuda de Charlie Clouser, que compunha a pontuação do filme e alguns atores de destaque, Leigh e James filmaram o filme com relativamente nenhum orçamento. Leigh decidiu estrelar o filme também.
Durante a filmagem, foi dito que a armadilha usada em Whannell revelou-se totalmente funcional e muito enferrujada, tornando-a muito perigosa. A versão da armadilha utilizada no filme completo foi mais segura e tinha ferrugem artificial. Wan revelou mais tarde que o filme foi filmado em pouco mais de oito dias. Ao completar o filme, o casal viajou para os estúdios do Lions Gate para exibir o filme. O Lions Gate aceitou imediatamente o acordo e aprovou um orçamento US $ 1,2 milhões para tornar seu script um filme completo. Em vez de ser pago com antecedência, Wan e Whannell concordaram em tomar uma porcentagem dos lucros do lançamento do filme, o que acabou por ser muito mais do que inicialmente esperado.
Isso permitiu a criação de Saw, um filme que pretendia ser um lançamento direto para o DVD que mais tarde foi lançado nos cinemas em todo o mundo depois de ter recebido uma reação positiva no Sundance Film Festival em janeiro de 2004. O filme manteve a cena a partir do curto, que foi resil com diferentes atores. Leigh Whannell também retornaria à estrela no filme completo e em Saw III.
Após o lançamento do "Saw" de comprimento total, o filme recebeu um sucesso irresistível na bilheteria, tanto no mercado interno como internacional. O filme acabou por arrecadar US $  55 milhões na América e US $ 48 milhões em outros países, totalizando mais de US$ 103 milhões em todo o mundo. Isso foi sobre o lucro US $ 100 milhões, mais de 80 vezes o orçamento de produção.
Isto iluminou a sequela Saw II, e mais tarde o resto da franquia Saw com base no sucesso anual da parcela anterior. Desde a sua criação, Saw tornou-se a maior franquia de horror de todos os tempos no mundo em dólares não ajustados. Somente nos Estados Unidos, Saw é a segunda maior franquia de horror, atrás de apenas Sexta-feira 13 por uma margem de US$ 10 milhões.